# Aeroportul Bakouma
Aeroportul Bakouma (IATA: BMF, ICAO: FEGM) este un aeroport din Mbomou, Republica Centrafricană ce deservește zona Bakouma⁠(d). A fost numit după zona deservită.
Situat la o altitudine de 550 m, aeroportul dispune de o singură pistă.